# 国会議事堂 (大韓民国)
座標: 北緯37度31分55.21秒 東経126度54分50.66秒 / 北緯37.5320028度 東経126.9140722度
国会議事堂（こっかいぎじどう）は、大韓民国国会が開催される建物。1975年に建設された。

## 沿革

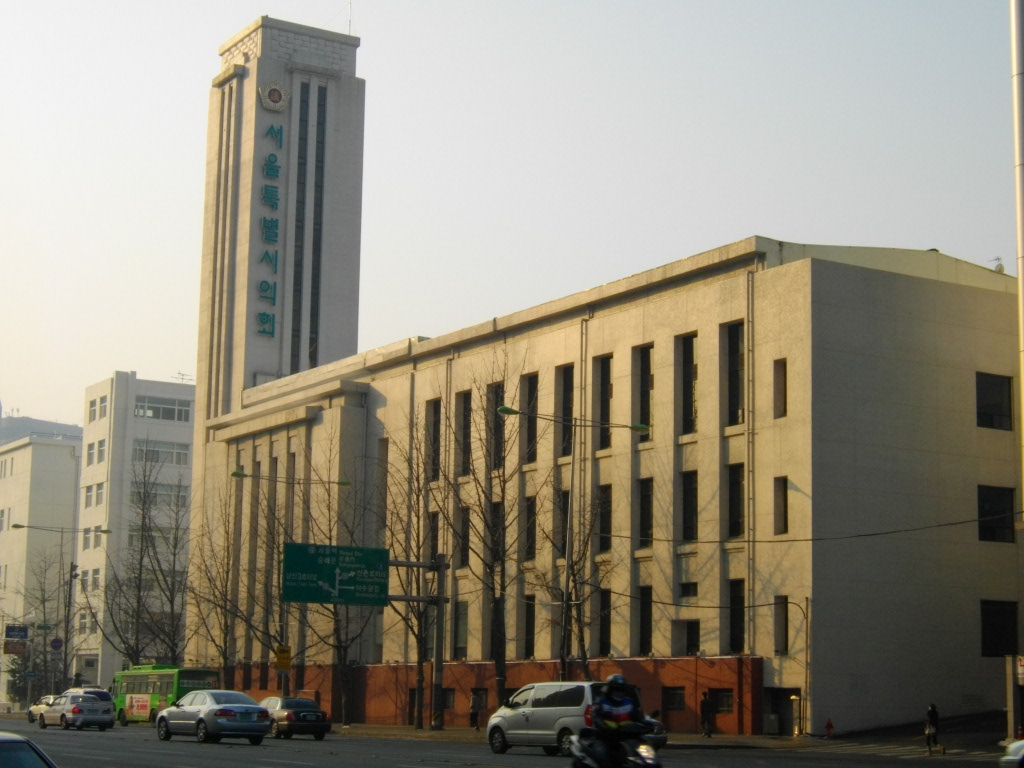
1975年まで国会議事堂として使用されていた旧京城府民館

1948年の制憲国会から1950年の第2代国会第7回会議までは、中央庁舎（日本統治時代の朝鮮総督府庁舎、1995年解体）が国会議事堂として使われたが、50年6月25日に勃発した朝鮮戦争のため首都が釜山に遷都されたことに伴って、国会も大邱（臨時議事堂：文化劇場）そして釜山（臨時議事堂：文化劇場→武徳殿）へと避難した。その後、1953年に休戦となって、首都がソウルに再遷都された翌年に、日本統治時代の京城府民館（今のソウル特別市議会議事堂）を改装したうえで1975年まで議事堂として使用されていた。なお1959年、南山に新議事堂建設のための用地を選定し整地作業に入ったが、1961年5月の軍事クーデターで中断されている。
現在の国会議事堂は、6年間の工事を経て1975年8月に竣工した石造建築である。
2021年、世宗特別自治市に国会の分院「世宗議事堂」を設置することを定めた国会法一部改正案が可決された。また、尹錫悦前大統領は、国会議事堂を世宗市に完全移転することを公約に掲げていた。
| 年月日                                     | 国会                   | 場所                       | 庁舎                     |
| ------------------------------------------ | ---------------------- | -------------------------- | ------------------------ |
| 1948年5月31日～1950年6月26日               | 制憲国会～第7回国会    | ソウル特別市鍾路区世宗路   | 中央庁舎（旧朝鮮総督府） |
| 1950年7月27日～8月17日                     | 第8回国会              | 慶尚北道大邱市             | 文化劇場                 |
| 1950年9月1日～10月6日                      | 同上                   | 慶尚南道釜山市             | 文化劇場                 |
| 1950年10月7日～11月26日                    | 同上                   | ソウル特別市鍾路区世宗路   | 中央庁舎                 |
| 1950年12月8日～1951年1月3日                | 第9回国会～第10回国会  | ソウル特別市中区太平路     | 市民会館（旧京城府民館） |
| 1951年1月4日～1951年6月11日                | 第10回国会～第11回国会 | 慶尚南道釜山市             | 文化劇場                 |
| 1951年6月27日～1953年 （ソウル再遷都まで） | 第11回国会～第16回国会 | 釜山市                     | 慶尚南道庁舎（武徳殿）   |
| 1953年9月21日～1954年5月30日               | 第16回国会～第18回国会 | ソウル特別市鍾路区世宗路   | 中央庁                   |
| 1953年6月9日～1961年5月16日                | 第19回国会～第38回国会 | ソウル特別市中区太平路     | 市民会館（旧京城府民館） |
| 1963年12月1日～1975年4月9日                | 第39回国会～第93回国会 | ソウル特別市太平路         | 市民会館（旧京城府民館） |
| 1975年9月22日～現在                        | 第94回国会～現国会     | ソウル特別市永登浦区汝矣島 | 国会議事堂（現議事堂）   |

| 年月日                        | 国会                   | 場所                   | 庁舎       |
| ----------------------------- | ---------------------- | ---------------------- | ---------- |
| 1960年8月8日～12月22日        | 第36回国会～第37回国会 | ソウル特別市中区太平路 | 大韓公論社 |
| 1960年12月23日～1961年5月16日 | 第37回国会～第38回国会 | ソウル特別市中区太平路 |            |

出典：大韓民國國會事務處編『國會史　制憲國會～第6代國會』（資料編）の「國會議事堂移転一覧」（803～804頁）及び大韓民国国会ホームページの国会議事堂変遷史を参照して作成した。

## 建築

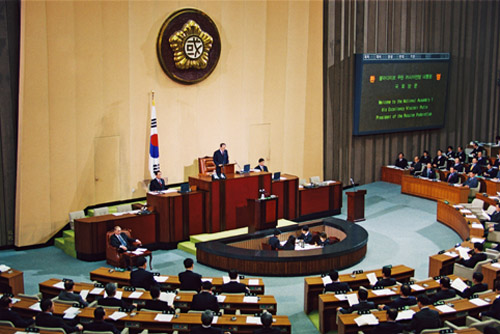
本会議場。議長席より向かって、議員席が扇状に広がる大陸型となっている。

議事堂本館の建築面積は2万4636坪、地下2層・地上6層からなり、長さ122m、幅は81m、高さ64m。単一の議事堂建築として東洋最大の大きさを誇っている。
花崗岩の八角柱24本が建物の周囲を巡っており、これは二十四節気を象徴している。中央の建物のドーム形態の屋根は、国民の多様な意見から討論によって一つの結論を出すという、議会制民主主義を象徴するものとされている。
国会本会議場の議席は移動式になっており、最大400議席まで拡充可能になっている（2019年5月現在の議員定数は300議席）。これは統一による議席増を想定したものである。
本館の正門の前には2体の獬豸像があるが、これらは1975年当時、ヘテ製菓が3000万ウォンの製作費をかけて、竣工記念および議会民主政治の象徴として寄贈したものである。また、これらの像の基礎の下にはヘテ酒造が生産した白ワイン36本ずつ、合計72本が埋め込まれており、開封年は開設100年後の2075年とされる。
また、両院制を採択した場合に対する備えもしている（現議事堂建設前の第二共和国期の一時期、韓国は両院制を採択していたことがある）。その場合、現在の本会議場が民議院の本会議場となる。現在予算決算特別審議会会議室として使われている部屋が参議院本会議場（議席100席）に当てられることになる。

## 施設
国会議事堂の敷地は、汝矣島の総面積の約8分の1、約10万坪を占める。構内には議員会館、国会図書館、憲政記念館などが設けられている。また、2005年までに敷地内には動物園もあった。
構内・議場の見学は可能。

## 所在地
- ソウル特別市永登浦区汝矣島洞1番地
- この場所には、かつてヤンマル山という山があった跡地である[2]。

## 交通アクセス
- ソウル地下鉄9号線国会議事堂駅